# Plac Wolności w Grodzisku Mazowieckim
Plac Wolności w Grodzisku Mazowieckim – jeden z placów Grodziska Mazowieckiego. Plac zlokalizowany jest w centrum miasta, w sąsiedztwie ulic Spółdzielczej, 17 Stycznia i Henryka Sienkiewicza. 

## Położenie
Plac sąsiaduje też z placem Króla Zygmunta Starego, który jest oddzielony od niego poprzez drogę wojewódzką nr 719. Na obszarze placu mieszczą się dwa pomniki: Pomnik Wolności i Zwycięstwa oraz „Miejsce Straceń”. 
W latach 1932–1966 przez plac przebiegała też linia kolejowa EKD łącząca Warszawę z Grodziskiem oraz znajdował się tutaj przystanek Grodzisk Mazowiecki Plac Wolności. 

## Pomniki

### Pomnik Wolności i Zwycięstwa

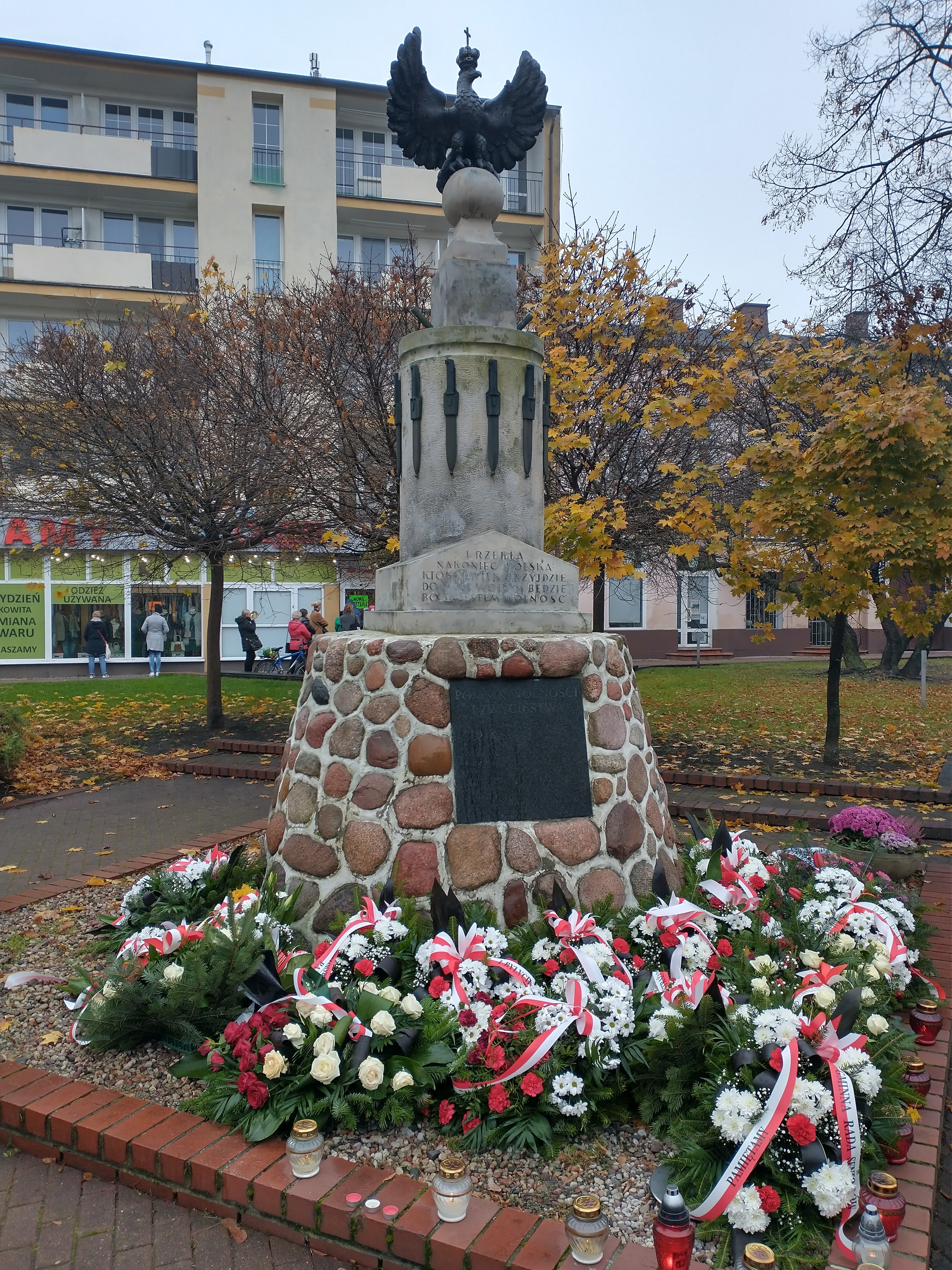
Pomnik Wolności i Zwycięstwa

Powstał w roku 1919 w związku z odzyskaniem niepodległości przez Polskę. W dwudziestoleciu międzywojennym pomnik był miejscem uroczystości patriotycznych. Pierwszego dnia II wojny światowej pomnik został zniszczony wskutek bombardowania przez Luftwaffe. Obecny pomnik został zrekonstruowany w 1984 roku, jako pomnik Wolności i Zwycięstwa 1919 i 1945. 

### Pomnik „Miejsce Straceń”

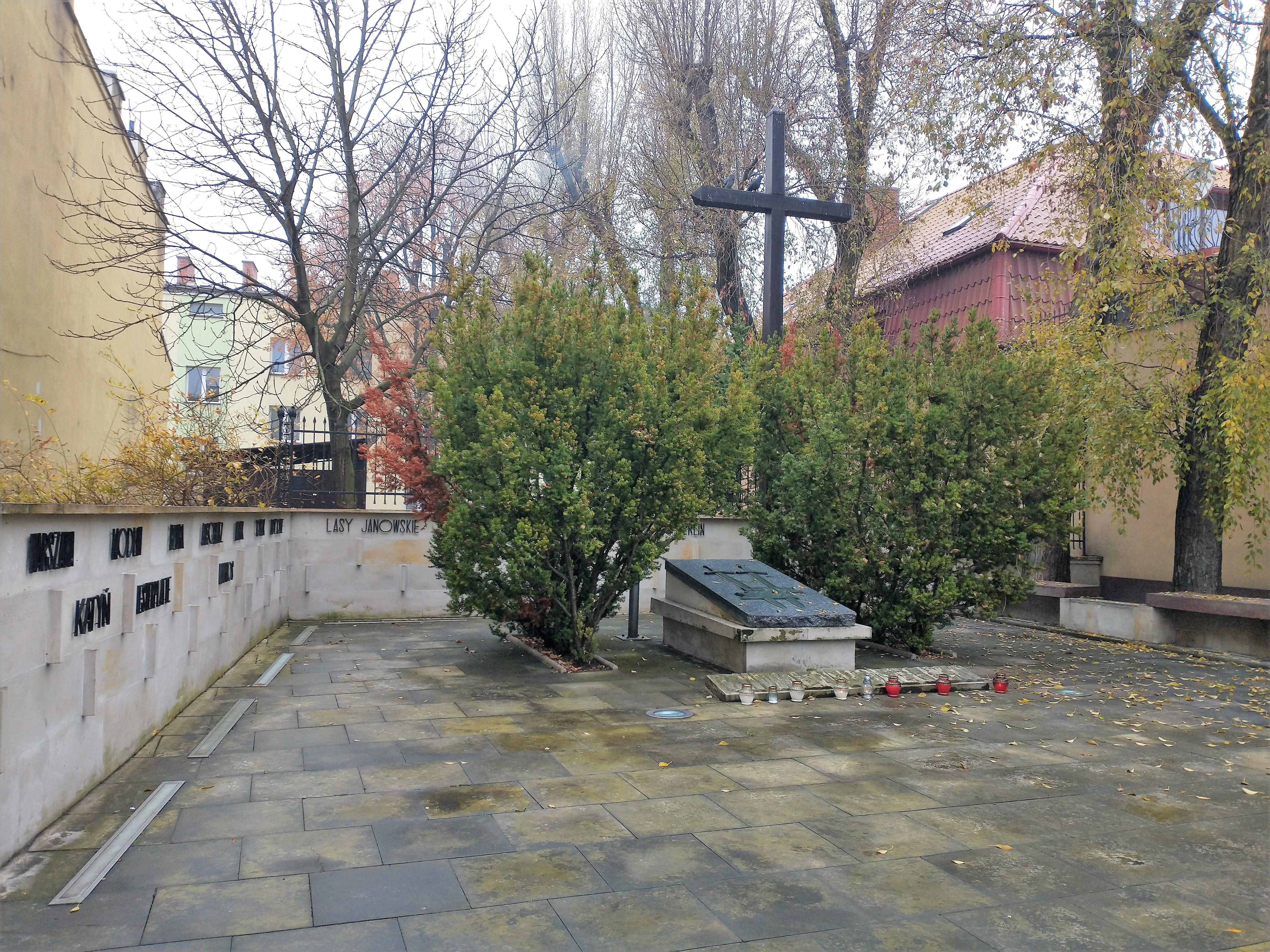
Pomnik „Miejsce Straceń”

Pomnik odsłonięto dnia 25 września 1966 roku. Powstał według projektu Czesława Piwowarczyka i upamiętnia egzekucję, która miała tu miejsce dnia 18 listopada 1943 roku. Ofiarami egzekucji była grupka 20 więźniów Pawiaka, zostali oni rozstrzelani przez wojsko niemieckie. W 1989 roku złożono tutaj urnę z prochami żołnierzy polskich zamordowanych w Katyniu, w 1998 roku istniejący już pomnik uzupełniono tablicą upamiętniającą sowieckie bombardowanie miasta z dnia 16 stycznia 1945 roku.

## Przebudowa
W 2021 rozpoczęto prace budowlane mające na celu kompleksową przebudowę grodziskiego placu Wolności. W ramach przebudowy zlikwidowana ma być duża część nawierzchni betonowej, na rzecz zwiększenia zieleni oraz budowa fontanny i systemu umożliwiającego odzyskiwanie wody deszczowej.
21 sierpnia 2022 odbyło się oficjalne otwarcie placu Wolności po rewitalizacji.